# Walter Bodmer

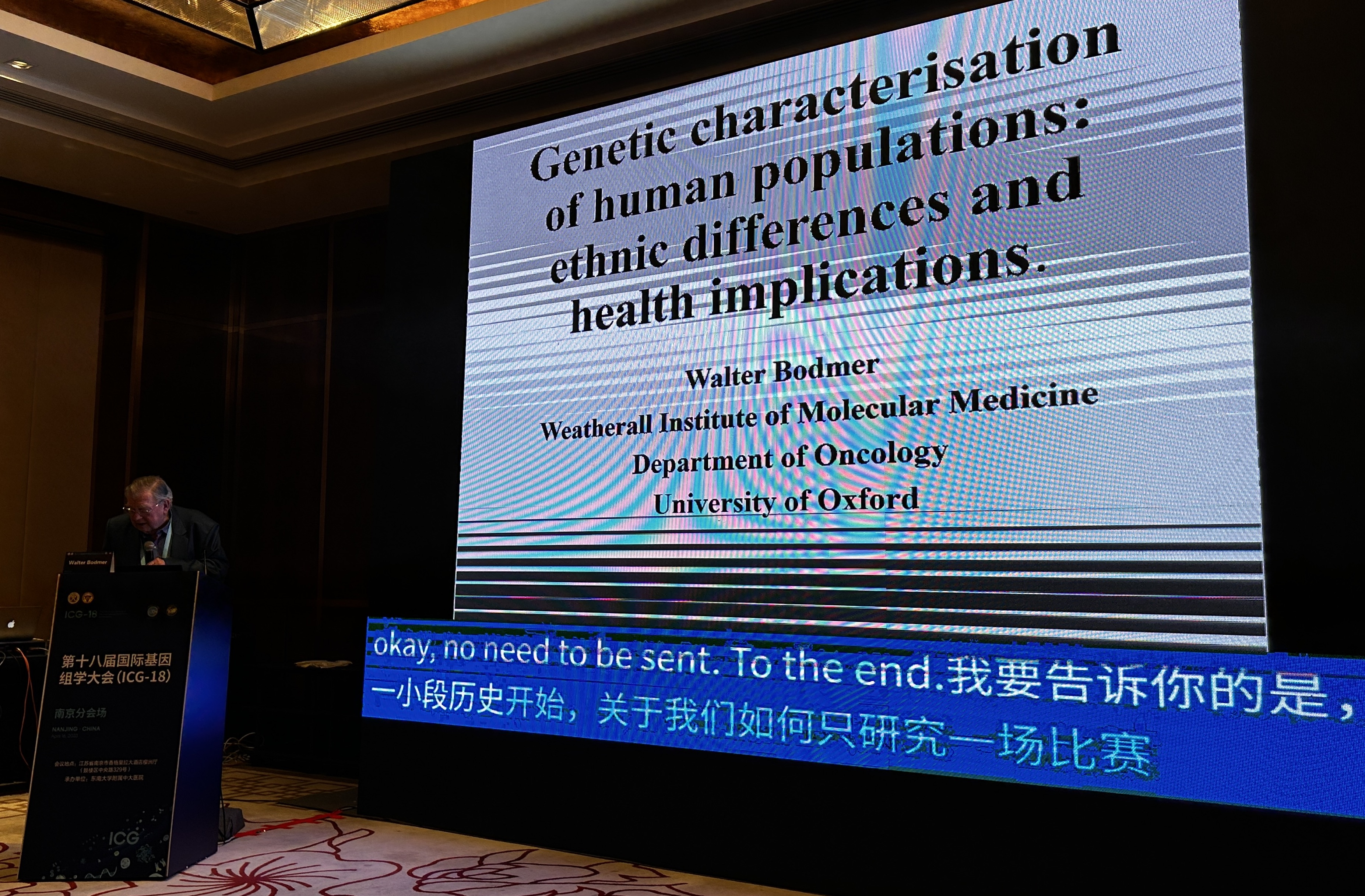
Walter Bodmer en la conferencia ICG-18 en la ciudad de Nanjing (China).

Walter Fred Bodmer (Fráncfort del Meno, 10 de enero de 1936) es un genetista humano británico nacido en Alemania.     

## Primeros años de vida
Bodmer nació en Fráncfort (Alemania).Estudió en el Manchester Grammar School y cursó el Tripos Matemático en la Universidad de Cambridge como alumno del Clare College de Cambridge. En 1959 se doctoró en Cambridge por una investigación sobre genética de poblaciones en el ratón doméstico y la Primula vulgaris (prímula) supervisada por Ronald Fisher.

## Carrera e investigación
En 1961, se unió al laboratorio de Joshua Lederberg en el departamento de genética de la Universidad de Stanford como investigador postdoctoral, continuando su trabajo en genética de poblaciones. En 1962, Walter Bodmer fue nombrado miembro de la facultad de Stanford. Dejó la Universidad de Stanford en 1970 para convertirse en el primer profesor de genética en la Universidad de Oxford.
Bodmer desarrolló modelos para genética de poblaciones y trabajó en el sistema de antígenos leucocitarios humanos y el uso de híbridos de células somáticas para estudios de ligamiento humano. En 1985 presidió un comité de la Royal Society que redactó el Informe Bodmer; a esto se le atribuyeel inicio del movimiento para la comprensión pública de la ciencia.
Fue uno de los primeros en sugerir la idea del Proyecto Genoma Humano.En 1987 recibió la Medalla Ellison-Cliffe de la Real Sociedad de Medicina. Fue director de investigación (1979-1991) y luego director general (1991-1996) del Fondo Imperial de Investigación del Cáncer. También fue rector de la Universidad de Salford, Inglaterra (1995-2005; sucedido por Sir Martin Harris ) y director del Hertford College, Oxford (1996-2005; sucedido por el Dr. John Landers ).
En 2005, Bodmer fue nombrado director de un proyecto de 2,3 millones de libras (unos 4,5 millones de dólares) del Wellcome Trust de la Universidad de Oxford para examinar la composición genética del Reino Unido: el proyecto Pueblo de las islas británicas. A él se unieron el profesor de Oxford Peter Donnelly (experto en estadística y genética de poblaciones) y el investigador principal de Wellcome Trust, Lon Cardon. Bodmer declaró: «Nuestro objetivo es caracterizar la composición genética de la población británica y relacionarla con los datos históricos y arqueológicos». Los investigadores presentaron algunos de sus hallazgos al público a través de la serie de televisión de Canal 4 "Faces of Britain".  El 14 de abril de 2007, Channel 4 en Gran Bretaña emitió un programa en el que se destacaban los resultados del estudio hasta ese momento. El proyecto tomó muestras de ADN de cientos de voluntarios en toda Gran Bretaña, en busca de fragmentos de ADN reveladores de las huellas biológicas de las sucesivas oleadas de colonizadores –celtas, sajones, vikingos, etc.– en diversas partes de Gran Bretaña. - en diversas partes de Gran Bretaña. Los resultados demostraron que la invasión vikinga de Gran Bretaña procedió sobre todo de vikingos daneses, mientras que las islas Orcadas fueron colonizadas por vikingos noruegos. Esta investigación se presentó recientemente en la conferencia del  Instituto Galton sobre 'Nueva luz sobre los viejos británicos' en 2019. Bodmer había trabajado anteriormente con el Instituto Galton como presidente de 2008 a 2014.
Desde 1996 dirige el laboratorio de cáncer e inmunogenética del Instituto Weatherall de Medicina Molecular de la Universidad de Oxford.Los intereses de investigación del laboratorio incluyen la genética fundamental y la biología del cáncer colorrectal.

### Premios y distinciones
Bodmer ha ganado numerosos premios, entre ellos:
- 1972: Elegido miembro de la Academia Americana de las Artes y las Ciencias.
- 1974: Miembro de la Royal Society
- 1980: Premio William Allan
- 1981: Elegido miembro de la Academia Nacional de Ciencias de Estados Unidos
- 1986: Caballero Bachiller
- 1987: Medalla Ellison-Cliffe de la Real Sociedad de Medicina.
- 1988: Doctor honoris causa de la Universidad de Bath.
- 1989: Elegido miembro de la American Philosophical Society.
- 1992: Miembro honorario de la Real Sociedad de Edimburgo (FRSE)
- 1994: Premio Michael Faraday
- 2013: Medalla Real de la Royal Society
- 1984: pronunció las conferencias de Navidad de la Royal Institution sobre El mensaje de los genes.
- Miembro honorario de la Sociedad Británica de Inmunología.

Su certificado de elección a la Royal Society dice:

Distinguido por sus contribuciones teóricas y experimentales a la genética. Destacan sus análisis de modelos de genética de poblaciones, especialmente humanas, su contribución a la comprensión de la transformación bacteriana, a la comprensión del sistema HL-A y al uso de híbridos de células somáticas para estudios de ligamiento humano. Pocos científicos han contribuido con trabajos tan distinguidos en campos tan diversos y con tanta experiencia en técnicas, matemáticas y experimentales, y en una gama tan amplia de organismos.

## Vida personal
El padre de Bodmer era judío, por lo que la familia se vio obligada a abandonar la Alemania nazi; en 1938 se establecieron en Mánchester, Inglaterra. En 1956, Walter Bodmer se casó con Julia Bodmer (de soltera Pilkington) (1934-2001) ; también se convirtió en una reconocida genetista. Tuvieron dos hijos y una hija.  Lady Bodmer murió en 2001.

## Entrevistas
- Bodmer, Walter; Blythe, Max (2017). Sir Walter Bodmer FRS in interview with Dr Max Blythe: Interview 1. Oxford Brookes University. doi:10.24384/000458.
- Bodmer, Walter; Blythe, Max (1998). Sir Walter Bodmer FRS in interview with Dr Max Blythe: Interview 2. Oxford Brookes University. doi:10.24384/000007.